# 中国人民解放军陆军第七十五集团军
中国人民解放军陆军第七十五集团军，隶属南部战区陆军，军部驻地云南省昆明市。

## 沿革

### 中华人民共和国成立前
抗日战争期间，中国共产党胶东特委书记理琪发动起义，成立山东人民抗日救国军第三军。1938年9月，组建合编为山东人民抗日游击第五支队，后改称第五旅，旅长吴克华，政委高锦纯。1945年，吴克华、彭嘉庆奉命率山东解放军第五、六师进入东北（原胶东地区其余部队后来发展为华东野战军第九纵队，即现第二十七集团军前身）。1946年编为东北民主联军第四纵队，司令员吴克华，政委彭嘉庆。
第四纵队先后参加了四保临江、夏季攻势、秋季攻势、冬季攻势、辽沈战役、平津战役。塔山战役中，第四纵队死守塔山，伤亡过半，断绝东北的国军与其他援军的通道，直接决定了辽沈战役的结局。1948年11月整编为中国人民解放军第四十一军。平津战役中，第四十一军大部队路过果园，全军无一人上前偷吃一个苹果。
山东五旅后为五师，吴克华为师长，彭嘉庆为政委。五师进入东北后，第四纵队第一任政委为彭嘉庆。

### 中华人民共和国成立后
1979年，第四十一军参加中越战争。1985年在百万大裁军中，陆军第四十一军改编为陆军第四十一集团军（原代号为中国人民解放军53010部队，后代号改为中国人民解放军75100部队）。1998年，长江发生全流域特大洪水，第四十一集团军奔赴第一线，在湖北、湖南等地参加抗洪抢险。
2016年，中国人民解放军七大军区撤销，成立五大战区，陆军第四十一集团军划归中国人民解放军南部战区陆军。军部驻地从广西柳州迁往云南昆明。
2017年4月18日，中共中央总书记、国家主席、中央军委主席习近平在北京八一大楼接见新调整组建的84个军级单位主官，并对各单位发布训令；中共中央政治局委员、中央军委副主席许其亮宣读习近平主席签发的中央军委关于调整组建军兵种部队和省军区系统军级单位的命令、决定。在这次军级单位调整组建中，以陆军第四十一集团军为基础，加上部分原属第十四集团军的部队，调整组建中国人民解放军陆军第七十五集团军。军部驻地云南省昆明市。

## 编制
1985年陆军第四十一军改编为陆军第四十一集团军，辖步兵第一二一师、第一二三师。第一二二师撤销，原属第五十五军的步兵第一六四师改属该集团军，并编入坦克旅、炮兵旅和高炮旅。1994年组建中国人民解放军驻香港部队时，“塔山英雄团”的一部编入驻香港部队步兵旅。1998年后，步兵第一六四师改编为海军陆战队第一六四旅，坦克旅改编为装甲旅。2006年，步兵第一二三师改建为重装机械化步兵师。2013年，步兵第一二一师拆分为一个山地步兵旅及一个机械化步兵旅。
2016年深化国防和军队改革前，陆军第四十一集团军下辖：山地步兵第一二一旅、机械化步兵第一二二旅、机械化步兵第一二三师、装甲第十五旅、炮兵旅、防空旅，以及集团军直属的通信团、工兵团、舟桥团、陆军航空兵团等。2017年改革中，原装甲第十八旅调整为轻型合成第四十二旅、原摩步第四十二旅调整为特战第七十五旅划入本集团军。
2017年组建的陆军第七十五集团军下辖：
- 合成第三十一旅（履带式装甲合成部队，主要装备ZTZ-96A + ZBD-04）[20]
- 合成第三十二旅（山地摩托化合成部队）
- 合成第三十七旅（山地摩托化合成部队）
- 合成第四十二旅（高机动车辆机械化合成部队，主要装备CSK181）
- 空中突击第一二一旅（空中突击部队）[21]
- 合成第一二二旅（轮式机械化合成部队，主要装备ZTL-11 + ZBL-08）
- 合成第一二三旅（履带式装甲合成部队，主要装备ZTQ-15 + ZBD-86A）
- 特战第七十五旅
- 炮兵第七十五旅
- 防空第七十五旅
- 工程防化第七十五旅[22]
- 勤务支援第七十五旅

## 历任领导

### 中国人民解放军第四十一军
| 中国人民解放军第四十一军军长 1. 吴克华（1948年11月—1950年12月） 2. 田维扬（1950年12月—1952年4月） 3. 刘转连（1952年4月—1954年9月） 4. 王东保（1954年10月—1957年10月） 5. 江燮元（1957年10月—1965年8月） 6. 郝盛旺（1966年5月—1968年7月，代理） 7. 王道全（1967年8月—1968年11月） 8. 张序登（1968年11月—1979年4月） 9. 张登芳（1979年4月—1980年2月） 10. 毛余（1980年3月—1983年5月） 11. 郭庆（1983年5月—1986年8月） | 中国人民解放军第四十一军政治委员 1. 莫文骅（1948年11月—1949年4月） 2. 欧阳文（1949年4月—1952年5月） 3. 李丙令（1953年3月—1957年9月） 4. 谢明（1957年9月—1960年8月） 5. 孙正（未到任） 6. 江民风（1961年4月—1965年1月） 7. 白相国（1965年1月—1968年11月） 8. 阳震（1968年11月—1969年11月） 9. 董乐民（1969年11月—1973年12月） 10. 刘占荣（1976年1月—1980年2月） 11. 张登芳（1980年2月—1983年5月） 12. 王静波（1983年5月—1988年4月） |

### 中国人民解放军陆军第四十一集团军
| 中国人民解放军陆军第四十一集团军军长 1. 郭庆（1983年5月—1986年8月） 2. 赵德芳（1986年8月—1990年6月） 3. 龚谷成（1990年6月—1993年12月） 4. 欧金谷（1993年12月—1998年8月） 5. 李作成（1998年8月—2002年11月） 6. 贾晓炜（2002年11月—2009年12月） 7. 刘小午（2010年1月—2013年9月） 8. 李桥铭（2013年9月—2016年1月） 9. 黄铭（2016年7月—） | 中国人民解放军陆军第四十一集团军政治委员 1. 王静波（1983年5月—1988年4月） 2. 刘远节（1988年4月—1994年3月） 3. 钟渭贤（1994年3月—2001年3月） 4. 张汝成（2001年3月—2005年7月） 5. 郑卫平（2005年7月—2007年9月） 6. 陈平华（2007年9月—2014年1月） 7. 刘嘉（2014年5月—） |

| 中国人民解放军陆军第四十一集团军参谋长 | 中国人民解放军陆军第四十一集团军政治部主任 |

### 中国人民解放军陆军第七十五集团军
| 中国人民解放军陆军第七十五集团军军长 1. 公茂栋 少将（2017年3月—） 2. 盖立民 少将（2022年—） 中国人民解放军陆军第七十五集团军副军长 - 王锁成 大校（2017年—） - 黄桃益 少将（2017年—） | 中国人民解放军陆军第七十五集团军政治委员 1. 刘少龙 少将（2017年3月—2018年4月） 2. 魏文波 少将（2018年—） 中国人民解放军陆军第七十五集团军副政治委员 ＊李卫国 |

| 中国人民解放军陆军第七十五集团军参谋长 ＊韩冰 中国人民解放军陆军第七十五集团军副参谋长 | 中国人民解放军陆军第七十五集团军政治工作部主任 中国人民解放军陆军第七十五集团军政治工作部副主任 |

| 中国人民解放军陆军第七十五集团军保障部部长 中国人民解放军陆军第七十五集团军保障部副部长 | 中国人民解放军陆军第七十五集团军纪律检查委员会书记 中国人民解放军陆军第七十五集团军纪律检查委员会副书记 |

## 荣誉
曾被授予荣誉称号的单位有：
- 塔山守备英雄团：原陆军第四十一集团军步兵第一二一师第三六一团（原东北野战军四纵十师二十八团）
- 塔山英雄团：原陆军第四十一集团军步兵第一二三师第三六七团（原东北野战军四纵十二师三十四团）。2017年转隶陆军第七十五集团军[27]。
- 英勇善战模范团：原陆军第四十一集团军步兵第一二一师第三六四团
- 穿插英雄连：原陆军第四十一集团军步兵第一二一师第三六一团第三连
- 李向群连：原陆军第四十一集团军步兵第一二一师第三六一团第九连。2017年转隶陆军第七十五集团军某旅[27]。
- 任常伦连：原陆军第四十一集团军某旅第五连。2017年转隶陆军第七十五集团军某旅[28]
- 白刃格斗英雄连、老山英雄连、抗震救灾英雄连：原陆军第十四集团军步兵第四十师第一一八团第八连，后改为陆军第十四集团军某旅第三营第八连[29]。2017年转隶为陆军第七十五集团军某特战旅第八连[27]。